# Sejny (gmina wiejska)
Sejny – gmina wiejska w województwie podlaskim, w powiecie sejneńskim; siedzibą gminy są Sejny.
W latach 1975–1998 gmina położona była w województwie suwalskim.
Według danych z 30 czerwca 2008 gminę zamieszkiwało 4089 osób.

## Położenie
Gmina Sejny leży w północno-wschodniej części Polski w województwie podlaskim. Od północy graniczy z gminą Puńsk, od zachodu z gminą Krasnopol, od południa z gminą Giby, granicę wschodnią tworzy granica z Litwą. Całość gminy znajduje się w dorzeczu Niemna. Pod względem ukształtowania jest to obszar pagórkowaty z 26 jeziorami o czystych wodach., siecią strumieni i małych rzek. 

## Zabytki i atrakcje
W północnej części sandru suwalsko-augustowskiego zbudowanego z piasków złożonych w fazie pomorskiej zlodowacenia bałtyckiego leży rezerwat. Jest to obszar lasu chronionego z rzadkimi gatunkami ssaków i trzy śródleśne jeziorka. 
Na terenie gminy spotkać można pomniki przyrody oraz pozostałości po trzecyh parkach dworskich. 
We wsi Berżniki znajduje się cmentarz wojenny z okresu 1914-1918, pochowanych jest 153 żołnierzy niemieckich i 358 żołnierzy rosyjskich. Znajduje się tu również zabytkowy XIX-wieczny kościół parafialny. Na terenie gminy znajdują się żeremia bobra europejskiego oraz rzadkie gatunki fauny i flory.

## Klimat
Lokalny klimat zróżnicowany jest rzeźbą terenu, rodzajem gruntu, zaleganiem wód i istniejącym zagospodarowaniem terenu. 

## Struktura powierzchni
Według danych z roku 2005 powierzchnia gminy wynosi 218,01 km², z tego użytki rolne zajmują 67 procent, użytki leśne 27 procent (58,92 km²), a wody zajmują 14,82 km². Powierzchnię 1266,4 km² zajmuje rezerwat. 
Gmina stanowi 25,47 procent powierzchni powiatu.
W skład gminy wchodzi 48 sołectw. Gmina jest typowo rolnicza.

## Demografia

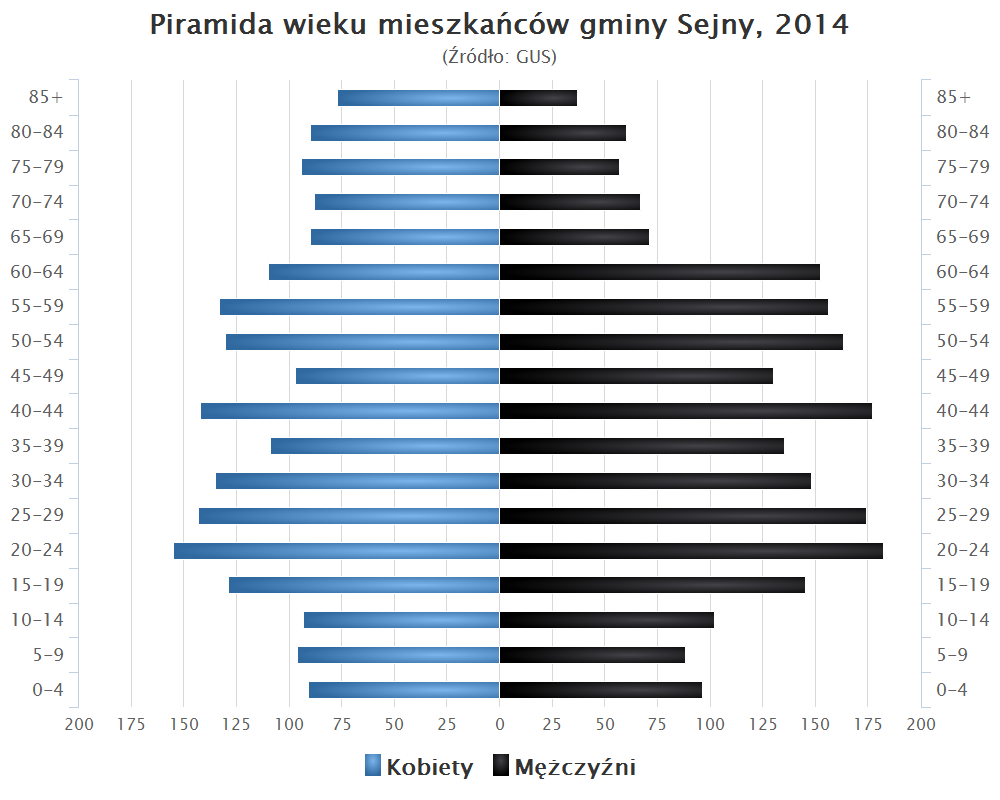
Piramida wieku mieszkańców gminy Sejny w 2014 roku

Dane z 30 czerwca 2008:
| Opis                              | Ogółem | Ogółem | Kobiety | Kobiety | Mężczyźni | Mężczyźni |
| --------------------------------- | ------ | ------ | ------- | ------- | --------- | --------- |
| jednostka                         | osób   | %      | osób    | %       | osób      | %         |
| populacja                         | 4089   | 100    | 1946    | 47,59   | 2143      | 52,41     |
| gęstość zaludnienia (mieszk./km²) | 18,76  | 18,76  | 8,93    | 8,93    | 9,83      | 9,83      |

## Wspólnoty wyznaniowe
- Kościół rzymskokatolicki: 1 parafia

## Struktura rolnictwa
Korzystne warunki środowiskowe oraz korzystna struktura obszarowa indywidualnych gospodarstw rolnych daje możliwość produkcji rolnej metodami ekologicznymi i łączenia jej z agroturystyką. Obecnie na terenie gminy działa kilkanaście gospodarstw agroturystycznych. Dominującą rolę w strukturze gospodarstw rolnych zajmują gospodarstwa typu farmerskiego. Średnia powierzchnia gospodarstwa rolnego wynosi 12 hektarów. 
Gmina Sejny w roku 2000 posiadała 1269 płatników podatku rolnego. 

## Sołectwa
Babańce, Berżniki, Berżałowce, Bosse, Bubele, Burbiszki, Degucie, Dubowo, Dusznica, Dworczysko, Folwark-Berżniki, Gawiniańce, Grudziewszczyzna, Gryszkańce, Hołny Mejera, Hołny Wolmera, Jenorajście, Jodeliszki, Kielczany, Klejwy, Kolonia Sejny, Konstantynówka, Krasnogruda, Krasnowo, Krejwińce, Lasanka, Łumbie, Markiszki, Marynowo, Nowosady, Ogrodniki, Olszanka, Poćkuny, Podlaski, Posejanka, Posejny, Półkoty, Rachelany, Radziucie, Radziuszki, Rynkojeziory, Sumowo, Sztabinki, Świackie, Wigrańce, Zaleskie, Zaruby, Żegary.

## Sąsiednie gminy
Giby, Krasnopol, Puńsk, Sejny. Gmina sąsiaduje z Litwą.